# Martina Šamadan
Martina Šamadan (Spalato, 11 settembre 1993) è una pallavolista croata, centrale del Panathīnaïkos.

## Carriera

### Club
La carriera di Martina Šamadan inizia nei tornei universitari statunitensi, giocando nel 2012 per la Virginia Commonwealth e poi, tra il 2013 e il 2015 per la Seattle, entrambe impegnate in NCAA Division I.
Nella stagione 2016-17 viene ingaggiata dal club rumeno dell'Alba-Blaj, in Divizia A1, con cui vince sia il campionato che la Coppa di Romania, mentre nell'annata successiva ritorna in patria, vestendo la maglia dell'HAOK Mladost, nella Superliga, aggiudicandosi la Coppa nazionale e lo scudetto. Nella stagione 2018-19 si trasferisce in Italia per giocare nell'Imoco, in Serie A1, conquistando la Supercoppa italiana: a metà annata viene ceduta alla UYBA, squadra militante nello stesso campionato, con cui vince la Coppa CEV.
Per la stagione 2019-20 si accasa al MTV Stoccarda, nella 1. Bundesliga tedesca, per poi ritornare nella massima divisione italiana nell'annata 2020-21 con la Savino Del Bene. Per il campionato 2021-22 è nuovamente all'HAOK Mladost, in Superliga, conquistando lo scudetto; nel campionato seguente approda nella Ligue A francese, indossando la casacca del Neptunes de Nantes.
Per l'annata 2023-24 è di scena in Grecia, dove indossa la casacca del Panathīnaïkos, in Volley League.

### Nazionale
Nel 2009 viene convocata nella nazionale croata Under-18, nel 2010 in quella Under-19 e nel 2011 in quella Under-20.
Ottiene le prime convocazioni nella nazionale maggiore nel 2018, anno in cui vince la medaglia d'oro ai XVIII Giochi del Mediterraneo. Nel 2021 conquista l'argento all'European Golden League, mentre nel 2022 arriva al primo posto alla Volleyball Challenger Cup.

## Palmarès

### Club
- Campionato rumeno: 1

2016-17
- Campionato croato: 2

2017-18, 2021-22
- Coppa di Romania: 1

2016-17
- Coppa di Croazia: 1

2017-18
- Supercoppa italiana: 1

2018
- Coppa CEV: 1

2018-19

### Nazionale (competizioni minori)
- Giochi del Mediterraneo 2018
- European Golden League 2021
- Volleyball Challenger Cup 2022